# 乌龙江大桥
乌龙江大桥是中华人民共和国福建省福州市建造较早的一座大跨度预应力水泥T型钢构桥。

## 地理位置
乌龙江大桥位于福州市仓山区城门镇乌龙江边，与闽侯县祥谦镇隔江相望。

## 早期历史
1970年，国务院批转福建省革命委员会修建乌龙江大桥。1970年4月20日动工，1971年9月份左右完工。

## 历年改造
2014年6月12日。福州市政府决定对福州市乌龙江大桥进行重车分流改造工程，工期为45天。
改造后的乌龙江大桥旧桥为非机动车通行，有两个小型机动车道。乌龙江新桥变为3个机动车道，两个进城通道，1个出城通道。